# Campeonato Sul-Americano de Futebol de 1953
O Campeonato Sul-Americano de Futebol de 1953, foi a 22ª edição da competição entre seleções da América do Sul realizado entre os dias 22 de fevereiro e 1º de abril de 1953 em Lima no Peru. 
Participaram da disputa sete seleções: Bolívia, Brasil, Chile, Equador, Paraguai, Peru e Uruguai. Não participaram desta edição Argentina e Colômbia.
As seleções jogaram entre si em turno único, como Brasil e Paraguai acabaram empatados houve a necessidade de um jogo desempate. O Paraguai foi o campeão.
O torneio ficou marcado também pelo desentendimento entre José Lins do Rego, chefe da delegação brasileira na competição, e Zizinho, que levaria ao jogador brasileiro ser excluído da Copa do Mundo FIFA de 1954. 

## Organização

### Sede
| Lima               |
| ------------------ |
| Estadio Nacional   |
| Capacidade: 45 000 |
|                    |

### Árbitros
- George Rhoden.
- Richard Maddison.
- Charles Dean.
- Mário Vianna.
- Charles McKenna.
- David Gregory.

## Tabela
- Bolívia 1-0  Peru
- Paraguai 3-0  Chile
- Uruguai 2-0  Bolívia
- Peru 1-0  Equador
- Chile 3-2  Uruguai
- Brasil 8-1  Bolívia
- Paraguai 0-0  Equador
- Chile 0-0  Peru
- Bolívia 1-1  Equador
- Peru 2-2  Paraguai
- Paraguai 2-2  Uruguai
- Brasil 2-0  Equador
- Brasil 1-0  Uruguai
- Paraguai 2-1  Bolívia
- Peru 1-0  Brasil
- Chile 3-0  Equador
- Brasil 3-2  Chile
- Uruguai 6-0  Equador
- Paraguai 2-1  Brasil
- Chile 2-2  Bolívia
- Uruguai 3-0  Peru

## Jogo Desempate
- Paraguai 3-2  Brasil

## Campanha do Brasil
O Brasil estreou com fácil vitória sobre a Bolívia. Ipojucan passa a Julinho que abre o marcador. 1 a 0. Novamente Ipojucan passa a Julinho. 2 a 0. Julinho centra, Ipojucan dá um drible de corpo e Rodrigues finaliza. 3 a 0. Julinho para Pinga. 4 a 0. Bauer para Julinho. 5 a 0. Rodrigues em cobrança de falta. 6 a 0. Zizinho para Julinho. 7 a 0. Zizinho para Pinga. 8 a 0. Ademir entra no lugar de Pinga. Haroldo comete penalti. Ugarte bate a primeira vez, Gilmar defende, mas o juiz manda bater de novo. Ugarte na segunda tentativa fecha o marcador. 8 a 1.  O segundo jogo é uma vitória sobre o Equador. Cláudio recebe de Djalma Santos. 1 a 0. Ademir recebe de Didi. 2 a 0. 
A terceira partida foi vitória sobre o Uruguai. 1 a 0. Gol de Ipojucan em jogada de Julinho. No quarto jogo, o Brasil derrotou o Chile. 3 a 2. Passe de Zizinho para Julinho. 1 a 0. Zizinho faz o segundo em passe de Pinga. Melendez passa a Molina que diminui. 2 a 1. Baltazar faz o terceiro em passe de Didi. Molina rouba de Pinheiro e fecha o marcador. 3 a 2.  
Bastando um empate, os brasileiros foram surpreendidos pelos paraguaios. Gomes e Romero trocaram passes e abola sobrou para Lopes. 0 a 1. Chute de longa distância de Nilton Santos. 1 a 1. Leon marcou. 1 a 2. Na partida de desempate, o Brasil perdeu o título, 3 a 2. No primeiro tempo, o Brasil já perdia por 3 a 0, gols de Romero, Gavilan e Fernandez. Didi falhou no tiro, mas Baltazar entrou para concluir. 1 a 3. Julinho cruzou e Baltazar finalizou. 2 a 3.